# 雨宮萌果
雨宮 萌果（あめみや もえか、1986年6月30日 - ）は、グレープカンパニー所属のフリーアナウンサーで、元NHKのアナウンサー。父は 元埼玉県警科捜研乱用薬物課長で薬物事件に詳しい、法科学研究センター所長の雨宮正欣。

## 来歴
札幌市生まれ。
東京都立小石川高等学校 から二浪して法政大学人間環境学部人間環境学科卒業。
2011年入局。NHK沖縄放送局・福岡放送局勤務を経て、2016年3月より東京アナウンス室配属。
大学時代は法政大学自主マスコミ講座（第22期生）として放送コースを受講。落語好きという一面もあり、法政大学落語研究会に所属し、全国女性落語大会で優秀賞を獲得。その経験から、番組内でなぞかけを披露したり、演芸番組のアシスタントMCを担当したりした。林家つる子とは大学落研時代からの知り合い。
2018年12月25日、『あさイチ』で共演した俳優の篠山輝信と2019年1月に結婚することが篠山の事務所を通して明らかにされた。その後、同年3月でNHKを退局、フリーランスへ転向。グレープカンパニーに所属。
2022年6月4日、ブログにて篠山との離婚を発表した。

### 人物
趣味はカラオケ。特技は即興ダンス・落語。

## 出演

### NHKアナウンサー時代

#### テレビ
- 土曜スタジオパーク（2011年5月21日） - 新人お披露目
- 着信御礼!ケータイ大喜利（2012年3月3日、3月24日、10月13日、2013年1月1日、2014年1月11日、6月7日）
- あさイチ
  - 「JAPA-NAVI」ナビゲーター（2012年9月13日）
  - リポーター（2016年3月17日 - 2019年3月18日）
- おはよう九州沖縄（隔週・2013年3月11日 - 2016年4月1日）
- FIFAコンフェデレーションズカップ2013（2013年6月）
- 博多祇園山笠（2013年7月15日、2014年7月15日） - 山留めリポート
- 世界で一番美しい瞬間（2014年11月13日、2015年1月8日）
- ガチアジア「対馬〜韓国と共生する 国境の島〜」（2015年3月24日） - ナビゲーター
- 特報フロンティア（ナレーション） - NHK、福岡放送局所属のアナウンサーが、ローテーションで番組ナレーションを担当。
- きん☆すた（2013年4月5日 - 2016年3月18日）
  - 沖縄局在籍時にも2012年、「ガレッジセールのスゴ旅」企画でゴリの相棒として北中城村の凄い人や物などを調査、県内で行われた本番収録にも参加した。
- バナナ♪ゼロミュージック 第2期（2017年1月7日 - 3月） - 司会
- ザ・プレミアム 驚き!ニッポンの底力 鉄道王国物語4（2018年7月7日）
- オシばん（2018年8月15日） - 合原明子の代理キャスター橋詰彩季の体調不良に伴う代理キャスター
- 第69回NHK紅白歌合戦 紅白ウラトーク担当（2018年12月31日）
- バナナマンの爆笑ドラゴン - アシスタント（2015年4月4日 - 2019年1月）
- 落語ディーパー! 〜東出・一之輔の噺のはなし〜（2017年7月31日 - 2019年3月11日・不定期）

#### ラジオ
- ここはふるさと旅するラジオ（2013年2月25日 - 28日） - 栗原望とともに担当。
- サンドウィッチマンの天使のつくり笑い - アシスタント（2016年度 - 2017年度・出田奈々／千葉美乃梨と隔週交代）
- アナウンサーのディープな夜 - 司会（2017年4月24日 - 2018年3月・月に一度 最終月曜日）

### フリー転向後
太字は現在出演中。

#### テレビ
- 有田哲平と高嶋ちさ子の人生イロイロ超会議 -民放初出演、父親・雨宮正欣（法科学研究センター所長）と共演 （2019年6月3日）TBSテレビ
- ゴゴスマ - アシスタント（2019年7月23日 - 2021年3月22日、CBCテレビ）[10]
- そこまで言って委員会NP（2019年8月11日）読売テレビ
- しくじり先生 俺みたいになるな!!（2019年8月26日）テレビ朝日
- ネプリーグ（2019年9月9日）フジテレビ
- 超逆境クイズバトル!! 99人の壁 父親の 雨宮正欣（法科学研究センター所長）と共演（2019年9月21日）フジテレビ
- 踊る!さんま御殿!!（2019年10月1日）日本テレビ
- ウワサのお客さま（2019年10月25日 - ）フジテレビ
- しくじり駅伝2020（2020年1月3日）テレビ朝日
- プレバト!! 俳句の才能査定ランキング（2021年1月7日）TBS
- 潜在能力テスト（2020年6月9日・8月18日、2021年2月9日）フジテレビ
- 東大王（2021年2月10日・3月17日・5月26日、2022年2月16日・5月4日・8月17日・10月19日）TBSテレビ
- ブギウギ専務 - お試し社員→正社員（2021年6月 - 不定期、STV札幌テレビ放送）
- お笑い合戦 独眼竜カミナリ - MC（2021年7月 - 2022年7月、東日本放送）
- 突然ですが占ってもいいですか?（2021年9月22日）フジテレビ[11]
- めざましテレビ（2021年10月13日）フジテレビ-めざましジャンケン
- これが学生落語だ!策伝大賞に挑む - （2022年3月20日）-ナレーション　NHK名古屋
- サンドウィッチマンのどうぶつ園飼育員さんプレゼン合戦 ZOO-1グランプリ - （パイロット版2020年9月13日、2021年6月19日、2021年11月30日、レギュラー 2022年4月26日 - 2023年2月28日）CBCテレビ・TBSテレビ
- 御法度落語 おなじはなし寄席!落語の日SP（2022年6月5日）BS朝日
- Let's!美バディ（2022年8月22日、23日）TBS📺
- クイズプレゼンバラエティー Qさま!!（2022年9月12日）テレビ朝日
- 1周回って知らない話（2023年5月10日）日本テレビ
- サンド伊達のコロッケあがってます（2024年5月17日）BS-TBS

#### ドラマ
- 仮面ライダーゼロワン 第9話・11話・16話・27話 - 30話・42話・44話（2019年10月27日・11月17日・12月22日・2020年3月15日 - 4月5日・8月9日・23日、テレビ朝日） - 安生明子 役[12]
- ニッポンノワール-刑事Yの反乱- 第6話（2019年11月17日、日本テレビ） - ガルムフェニックスショーのお姉さん 役
- 新聞記者 第1話・第2話・第5話・第6話（2022年1月13日配信、Netflix） - アナウンサー 役

#### ラジオ
- カミナリ×神ラジ - アシスタント（2019年10月4日 - 茨城放送、2019年10月6日 - RCCラジオ・ラジオ福島[13]）
- らくごのデンパ（2019年10月31日）文化放送
- サンドウィッチマンの『OK Google,  ○○ラジオつけて』（2019年12月15日）全国63局のAM・FMラジオ
- 東北魂スペシャル・サンドウィッチマンのオンラインの味会（2020年5月24日）ニッポン放送
- 東北魂スペシャル・サンドウィッチマンのオンラインの味会 冬の陣（2020年12月13日）ニッポン放送
- うどうのらじお（2022年8月19日、2023年2月24日）ニッポン放送 - 有働由美子休演時代理パーソナリティ
- ツギハギ木曜日～雨宮萌果のまにまに～（2025年4月3日 - ）朝日放送ラジオ（ABCラジオ）[14]

#### イベント
- MISS/MR COLLECTION 2019 in 超☆汐留パラダイス!-2019SUMMER-MC（2019年8月23日）
- グレープカンパニーライブ ナレーション-池袋サンシャイン文化会館（2019年9月7日）
- スキー場イエティ イベントMC-静岡県裾野市（2019年10月25日）
- イベント おでCafé「楽しくなるコミュニケーション術」- 宮城県仙台市（2019年10月27日）、岩手県盛岡市（2019年11月30日）、新潟県新潟市（2019年12月7日）、山形県天童市（2020年2月1日）
- Tokyo Tokyo FESTIVAL プロモーションイベント「ニッポンの美 Tokyoの心」-有楽町駅前広場 - MC（2019年10月30日）
- AGESTOCK2019 in TOKYO DOME CITY HALL - MC（2019年11月16日・17日）
- テレ東あったかパークイベント  MC - 東京スカイツリータウン（2019年12月）
- JA宮城 令和4年産宮城米説明会および新CM発表会 - MC（2022年9月28日）
- 和文化繋ぐ会はんなりと美を纏う〜お江戸錦秋編〜 - MC（2022年11月3日）
- 独眼竜カミナリ presents お笑い合戦2023春の陣 - MC（2023年3月4日、登米祝祭劇場-宮城県）

#### その他
- マーキャリ Webマガジン インタビュー（2020年11月）
- 日刊ゲンダイ 【私の秘蔵写真】- インタビュー（2021年7月12日）

## NHK時代の同期アナウンサー
- 今井翔馬
- 漆原輝
- 金子峻
- 神戸和貴
- 高山大吾
- 田村直之（退職）
- 森田哲意
- 山口寛明
- 和久田麻由子